# Тучна
Тучна (пол. Tuczna) — деревня в юго-восточной части Бяльского повета, в северо-восточной части Люблинского воеводства Польши. Административный центр одноимённой гмины Тучна. Находится примерно в 27 км к юго-востоку от центра города Бяла-Подляска, в 112 км от Люблина, в 191 км от Варшавы. По данным переписи 2011 года, в деревне проживало 1005 человек.
В 1975—1998 годах деревня входила в состав Бяльскоподляского воеводства.
В деревне есть начальная школа им. Тадеуша Костюшко, и церковь Римско-католического прихода Святой Анны. Нынешняя каменная приходская церковь была построена в 1879—1882 годах из денег Фонда Красинских, а приход был построен в 1882 году.
В деревне родились Анджей Чапски (пол. Andrzej Czapski; сенатор (1989—1993), вице-спикер Сената (1991—1993)), Рышард Ольшевский (пол. Ryszard Olszewski; генерал брони, командующий ВВС Польши), Станислав Хемпель (пол. Stanisław Hempel; инженер, конструктор).

## Население
Демографическая структура по состоянию на 31 марта 2011 года:
|         | Всего | До трудоспособного возраста | Трудоспособного возраста | Старше трудоспособного возраста |
| ------- | ----- | --------------------------- | ------------------------ | ------------------------------- |
| Мужчины | 503   | 116                         | 317                      | 70                              |
| Женщины | 502   | 128                         | 248                      | 126                             |
| Всего   | 1005  | 244                         | 565                      | 196                             |